# Eva Bal
Eva barones Bal (geboren als Eva Elisabeth Gerretsen  (Den Haag, 25 juni 1938 – 9 mei 2021) was een Nederlandse regisseur die een grote rol speelde in de uitbouw van het jeugdtoneel in Vlaanderen. Ze was de oprichter, directrice en artistiek leidster van het "Speeltheater Gent" (tegenwoordig KOPERGIETERY).

## Biografie
Eva Gerretsen volgde een regieopleiding in Utrecht, en kwam daar in contact met Guus (August) Bal die internationale theaterprojecten op stapel zette. Een van de projecten was het organiseren van theatercursussen in Vlaanderen. Na haar huwelijk met Guus Bal veranderde ze haar naam in Eva Bal.
August Bal was verbonden aan het Ministerie van Cultuur, zodat de toenmalige minister van cultuur aan Eva vroeg om in Vlaanderen meer en beter theater voor kinderen en jongeren te maken. Het was de periode van de Vlaamse ontvoogding met een beginnende "culturele autonomie" op beleidsvlak. Er werd dan wel vaker naar Nederland gekeken om de Nederlandstalige cultuur wat zuurstof te geven. Jeugdtheater bestond toen al in Vlaanderen in de vorm van schooltoneel, sprookjes of verhaaltjes opvoeren, maar Bal creëerde het eerste meer professionele jeugdtheater in Vlaanderen. Zeer inventief was dat ze vanuit een thema vertrok waarrond zij mét de kinderen, onder meer via improvisatie de voorstelling opbouwt. 
Vanuit haar functie was Eva Bal als regisseur werkzaam onder meer bij "Jeugd & Theater" en het BKT (het Brussels Kamertoneel). Ze richtte in 1978  het Speeltheater Gent op. Vanaf 1978 werkte ze in haar eigen "Dramacentrum voor Kinderen en Jongeren". Uit die periode dateert onder meer de productie "Wie troost Muu?", waarmee ze de Signaalprijs 1987 won. In 1993 betrok ze met haar gezelschap de KOPERGIETERY, een oude fabriek in de Blekerijstraat te Gent. 
Op 3 oktober 2000 werd Bal voor haar pionierswerk binnen het jeugdtheater door Koning Albert II van België officieel in de adelstand verheven en kreeg ze de persoonlijke titel van barones.
Vanaf 2003 trok Eva Bal zich terug als artistiek leider van de KOPERGIETERY, en werd opgevolgd door Johan De Smet. De laatste jaren van haar leven leed Bal aan de ziekte van Alzheimer. Ze overleed op 82-jarige leeftijd.
- Digitale Bibliotheek voor de Nederlandse Letteren: bal_004
- International Standard Name Identifier: 0000 0003 6897 5616
- Nederlandse Thesaurus van Auteursnamen: 186698631
- Virtual International Authority File: 288195805
- WorldCat: E39PBJq6XPqVjjjtDx7dfgy8G3